# Петер Кристен Асбьорнсен
Петер Кристен Асбьорнсен (на норвежки: Peter Christen Asbjørnsen) е норвежки фолклорист и зоолог.
Роден е на 15 януари 1812 година в Кристиания (днес Осло). Завършва Кралски Фредериков университет и работи като зоолог, изследвайки морската фауна по норвежкото крайбрежие, най-вече в Хардангерфиорд. Същевременно от ранна възраст започва да събира народни приказки, заедно със своя съученик и приятел Йорген Му, които двамата издават в няколко сборника, най-известен сред които е „Норвежки народни приказки“ („Norske Folkeeventyr“, 1841 – 1843). Асбьорнсен е и активен привърженик на опазването на природата, като през 1856 – 1876 година е държавен служител, отговорен за борбата с обезлесяването.
Петер Кристен Асбьорнсен умира на 6 януари 1885 година в Кристиания.